# Irma von Troll-Borostyáni
Irma von Troll-Borostyáni (31. března 1847 Salcburk – 10. února 1912 tamtéž) byla rakouská spisovatelka, novinářka a aktivistka za ženská práva.

## Život
Narodila se jako Maria von Troll jako nejmladší ze čtyř dětí v rodině vysoce postaveného státního úředníka Otty Rittera von Troll a jeho manželky Josephine von Appeltauer v Salcburku, v domě Griesgasse 4. Se svou sestrou Wilhelmine měla celý život blízký vztah. Dostalo se jí vynikající výchovy, projevovala velký hudební talent. Rodiče ji poslali v roce 1864 studovat na internátní školu v opatství Nonnberg protože ostatní tehdejší školy dívky nepřijímaly. Režim benediktýnské klášterní školy ale těžko snášela a po dvou letech ji ze zdravotních důvodů opustila. Jako symbol svého vysvobození začala nosit krátký účes, což bylo v této době velmi výstřední, a změnila si křestní jméno na Irma. Potom se věnovala domácímu studiu, dílem s pomocí matky, dílem samostudiem. Věnovala se angličtině, francouzštině, italštině, kompozici, hře na klavír, zpěvu, literatuře a plavání. Dochovaly se její sešity s výpisky a komentáři k prostudované literatuře. Po smrti otce v roce 1866 se finanční poměry rodiny zásadně zhoršily.
V roce 1870 odešla do Vídně, aby se věnovala své koncertní i literární kariéře. Opustila myšlenky na kariéru koncertní pianistky a odešla do Uherska, kde pracovala jako učitelka hudby. V roce 1874 se provdala za maďarského novináře a spisovatele Ferdinanda (Nandora) von Borostyániho (1847–1902), ale manželství trvalo jen krátce.
Na přelomu 70. a 80. let ji postihlo několik tragédií. Její manžel odjel do Paříže, jejich tříletá dcera zemřela, později přichází zpráva o smrti její matky. Tyto události spolu s jejími zdravotními problémy ji přiměly k tomu, že se v roce 1882 vrátila do Salcburku. Zde žila se svou sestrou Wilhelmine a sestrami Baumgartnerovými (Helene, Maria, Johanna) v jedné domácnosti. Johanna Baumgartnerová se stala její partnerkou.
Spolu se svou sestrou Wilhelmine byla jednou ze zakládajících členek Všeobecného rakouského svazu žen (Allgemeinen Österreichischen Frauenvereins). Společně s Augustou Fickert se v roce 1892 pokusily uspořádat první rakouský den žen, který se ale nakonec nekonal. Byla v kontaktu s ženskými organizacemi v zahraničí

## Spisy
Publikovat začala začátkem sedmdesátých let v novinách, zatím pod pseudonymy Leo Bergen a později též Veritas.
| „ | Vy ženy, pro svá práva, pro svou svobodu, pro své štěstí, vy samy musíte převzít iniciativu a přervářet svůj život v důstojnou existenci. | “ |

V roce 1878 vydala – opět pod pseudonymem Leo Bergen – knihu Mise našeho století – studie ženských problémů (Die Mission unserer Jahrhunderts. Eine Studie über Frauenfragen), v níž se zabývala ženskou otázkou. Autorka mimo jiné apeluje na ženy i muže, aby se sami ujali iniciativy, zakládali spolky, poskytovali stipendia nadaným studentkám a aktivně bojovali za zrovnoprávnění obou pohlaví. Rovněž apelovala za volební právo pro ženy, Její kniha končí slovy: Bojujte za svá práva, za svou budoucnost a to všemi zbraněmi ducha a s aktivní podporou svých záměrů! Její práce jsou podepřeny podrobným studiem problematiky, znalostí statistických údajů a v některých případech i vlastními zkušenostmi. To vše v době, kdy byly emancipační snahy ještě považovány za výstřednost nebo úchylku. To byl důvod, proč pro své publikace těžko nacházela nakladatele.
Další knihy na téma ženské rovnoprávnosti:
- Rovnosti pohlaví (Die Gleichstellung der Geschlechter, 1887). V této knize formulovala emancipační požadavky do pěti bodů:

1. Plná sociální a politická rovnost pohlaví.
2. Úplná a bezpodmínečná možnost rozvodu manželství.
3. Zrušení prostituce jako legální či tolerované instituce.
4. Zásadní reforma výchovy mládeže pro obě pohlaví.
5. Výchova dětí ve státních institucích na náklady a v režii státu.

- Prostituce před zákonem. Výzva k německému lidu a jeho představitelům (Die Prostitution vor dem Gesetz. Ein Appell an das deutsche Volk und seine Vertreter, 1893)

Vedle publikací věnujících se ženským právům je autorkou novel, románů, divadelní hry, esejů a povídek.

## Připomínka
Je po ní pojmenována ulice Irma-von-Troll-Straße v Salcburku.
Od roku 1995 je městem a zemí Salcburk udělována Cena Troll-Borostyáni (Irma von Troll-Borostyáni-Preis), od roku 2010 je cena udělována jednou za tři roky. Cena je udělována dne 8. března za zásluhy o zlepšení životních podmínek a práv žen a dívek ve spolkové zemi a městě Salcburk.